# Wilhelm Schrupp
Johann Wilhelm Schrupp (* 26. Oktober 1824 in Nassau (Lahn); † 2. August 1887 ebenda) war ein deutscher Politiker (Nationalliberale Partei, NLP) und Mitglied des Provinziallandtages der Provinz Hessen-Nassau.

## Leben
Wilhelm Schrupp wurde als Sohn des Maurermeisters Philipp Schrupp (1783–1865) und dessen Ehefrau Anna Maria Sauerland (1784–1859) geboren und absolvierte eine Maurerlehre im väterlichen Betrieb. Nach seiner Gesellenprüfung im Jahre 1844 war er bis 1851, als er die Meisterprüfung ablegte, auf Wandschaft durch die Schweiz und Bayern.
Schrupp war politisch engagiert und Mitglied des Gemeinderates von Nassau.
Von 1868 bis 1886 gehörte er dem Kreisbezirksrat an und war von 1870 bis 1886 Kreistagsmitglied.
Als Mitglied der NLP hatte er von 1872 bis 1883 ein Mandat für den Nassauischen Kommunallandtag des preußischen Regierungsbezirks Wiesbaden bzw. des Provinziallandtages der Provinz Hessen-Nassau.